# Chanel Terrero
Pour les articles homonymes, voir Chanel (homonymie).
Chanel Terrero, connue sous le nom de Chanel, née le 28 juillet 1991 à La Havane à Cuba, est une chanteuse, danseuse et actrice cubano-espagnole. Elle a représenté l'Espagne au Concours Eurovision de la chanson 2022 avec sa chanson  SloMo , après avoir remporté le Benidorm Fest 2022. 

## Biographie
Chanel Terrero est née le 28 juillet 1991 à La Havane, Cuba, et a déménagé à Olesa de Montserrat en Catalogne, Espagne, à l'âge de 3 ans. Elle déménage à Madrid pour commencer sa carrière d'actrice. Elle participe à des comédies musicales comme Mamma Mia !, Flashdance, The Bodyguard et Le Roi Lion.
En 2010, elle danse avec Shakira lors de la performance de la chanteuse colombienne aux MTV Europe Music Awards.
En décembre 2021, Chanel est annoncée comme l'une des quatorze participantes du Benidorm Fest 2022, l'événement organisé pour sélectionner le représentant de l'Espagne au Concours Eurovision de la chanson 2022, où elle a présenté la chanson SloMo. Après avoir pris la première place en demi-finale le 26 janvier 2022, elle remporte la finale le 29 janvier devançant Rigoberta Bandini et Tanxugueiras, et devient ainsi la représentante espagnole à l'Eurovision 2022 qui s'est déroulé à Turin en Italie. À l'occasion de cette édition 2022, Chanel finit troisième sur le podium avec 459 points, derrière le Royaume-Uni et l'Ukraine qui remporte le concours.
Elle a créé la chanson qui représente l'Espagne au mondial du Qatar 2022, Toke.

À l'été 2023, elle annonce travailler sur la sortie de son premier album studio. Le projet est défendu dès le 28 juillet par le single "Ping Pong" en compagnie de la rappeuse espagnole Ptazeta. 

## Discographie

### Singles
- 2022 − SloMo
- 2022 - TOKE
- 2023 - Clavaito (feat. Abraham Mateo)
- 2023 - P.M.
- 2023 - Ping Pong (feat. Ptazeta)

Album
2024 - ¡ Agua